# Obstetrics & Gynecology
Obstetrics & Gynecology, abgekürzt Obstet. Gynecol., ist eine wissenschaftliche Fachzeitschrift, die vom Lippincott Williams & Wilkins -Verlag veröffentlicht wird. Die Zeitschrift erscheint erstmals 1953, derzeit erscheint sie mit zwölf Ausgaben im Jahr. Es werden Arbeiten aus allen Bereichen der Gynäkologie und Geburtshilfe veröffentlicht.
Die Zeitschrift wird auch als Green Journal bezeichnet und dient als offizielles Publikationsorgan für das American College of Obstetricians and Gynecologists.
Der Impact Factor lag im Jahr 2014 bei 5,175. Nach der Statistik des ISI Web of Knowledge wird das Journal mit diesem Impact Factor in der Kategorie Geburtshilfe und Gynäkologie an zweiter Stelle von 79 Zeitschriften geführt.